# جولیو ترسی

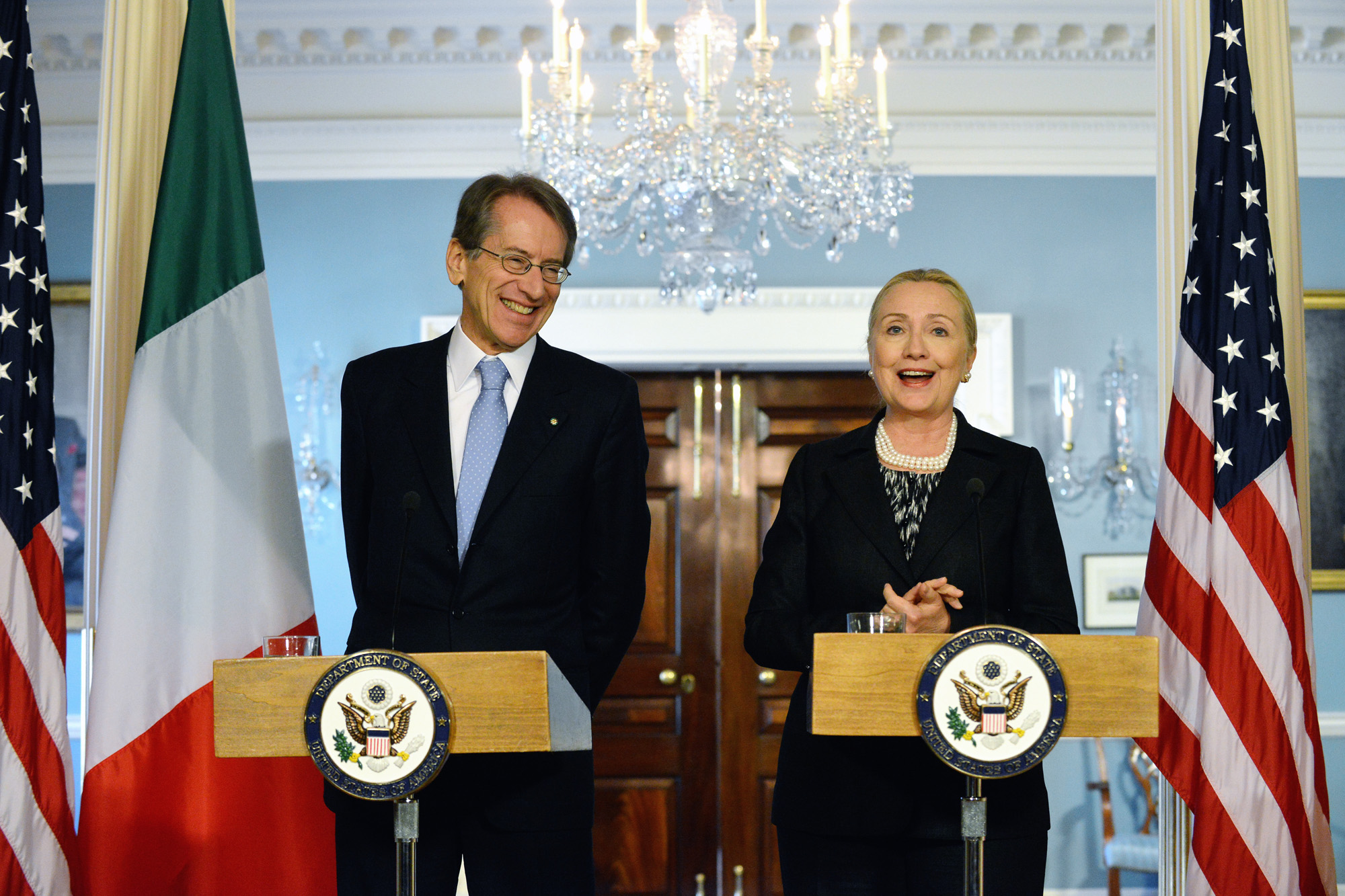
جولیو ترزی با هیلاری کلینتون وزیر امور خارجه آمریکا

جولیو ترسی (انگلیسی: Giulio Terzi di Sant'Agata؛ زادهٔ ۹ ژوئن ۱۹۴۶) سیاست‌مدار اهل ایتالیا است.
او وزیر امور خارجه ایتالیا از نوامبر ۲۰۱۱ تا مارس ۲۰۱۳، نماینده دائم ایتالیا در سازمان ملل متحد در نیویورک بین ۲۰۰۸ و ۲۰۰۹ و سفیر ایتالیا در ایالات متحده بین سالهای ۲۰۰۹ تا ۲۰۱۱ بوده‌است.

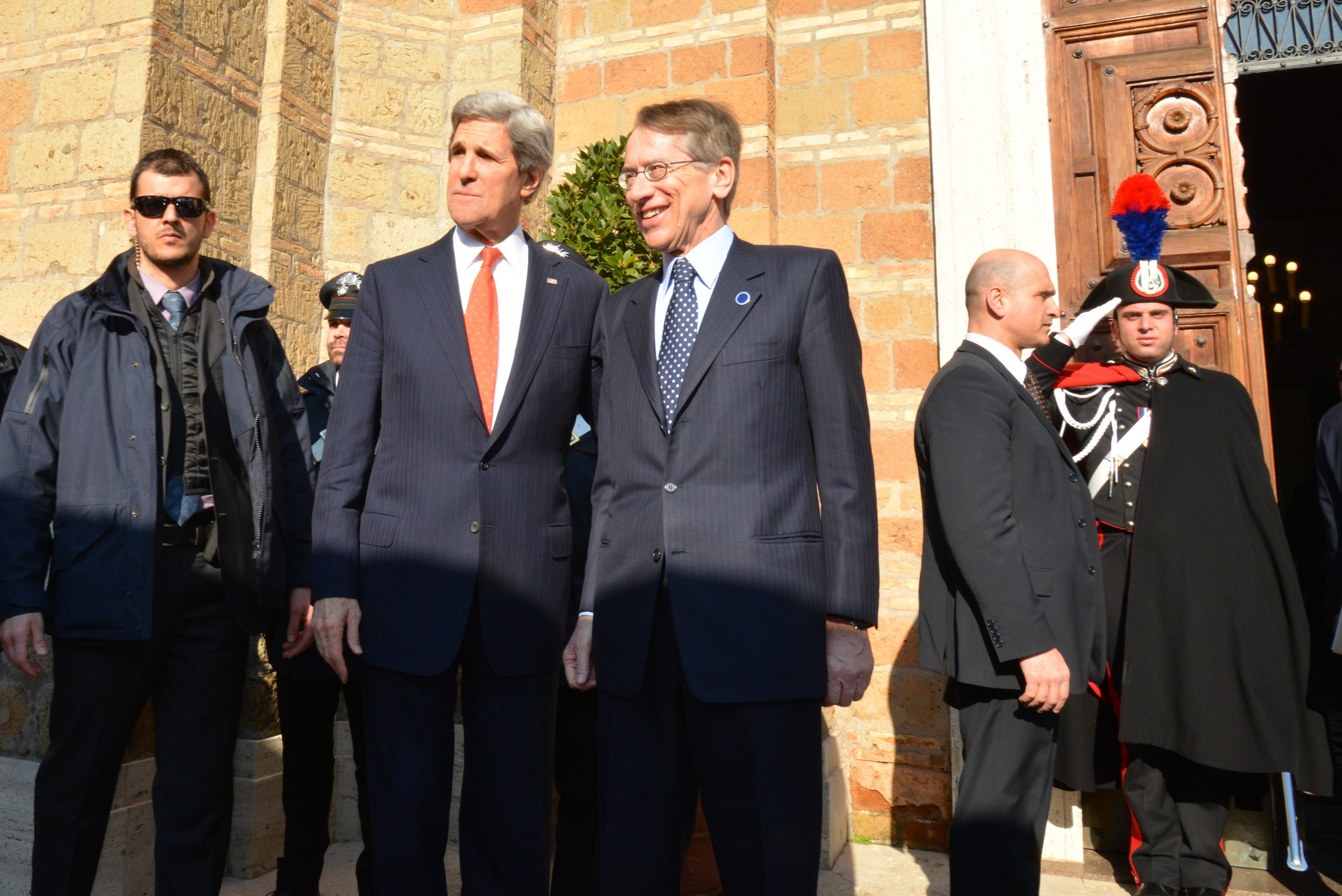
جولیو ترسی با جان کری